# Circonscription Woreda 7
La circonscription Woreda 7 est une des 23 circonscriptions législatives de la ville-région d'Addis-Abeba. Son représentant actuel est Frehiwet Ayalew Darge[réf. nécessaire].